# 常盤公園の高病原性鳥インフルエンザ

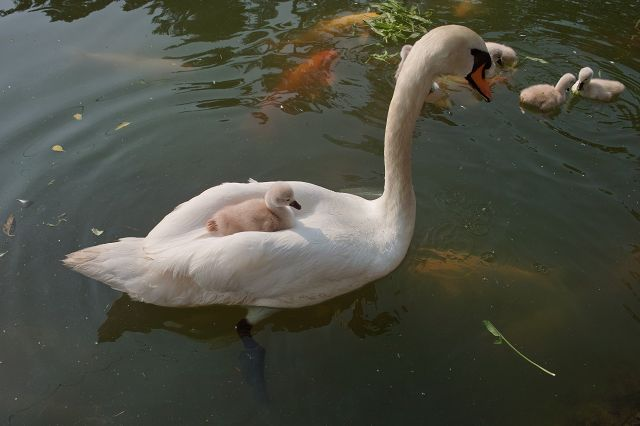
ときわ公園のハクチョウ（2008年）

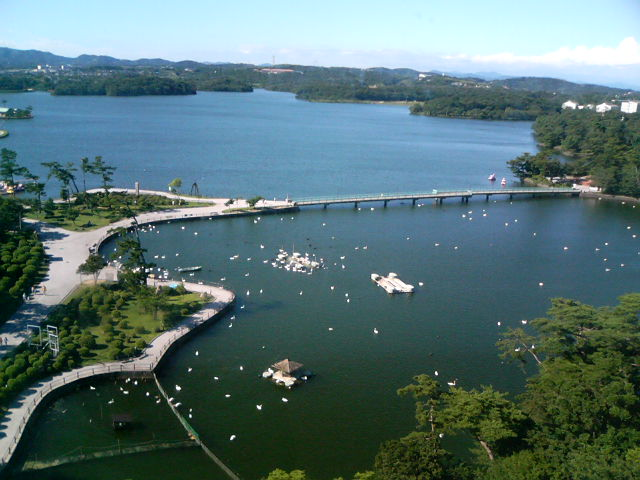
常盤公園の湖（2007年以前）

常盤公園の高病原性鳥インフルエンザ（ときわこうえんのこうびょうげんせいとりインフルエンザ）とは、2011年2月、山口県宇部市の常盤公園（ときわ公園）で強毒で高病原性の鳥インフルエンザ感染によりコクチョウが死亡したことを受け、"常盤湖"で放鳥飼育するハクチョウ類及びカモ類の全鳥処分が行われたこと。白鳥はまちのシンボルで、また、常盤公園の最大の売りの一つであった。

## 発生と対処
- 2011年2月7日（又は6日）、公園に居た野鳥キンクロハジロが鳥インフルエンザA型によって衰弱死したため、公園が立入禁止に[5][6][7]。H5亜型ウイルス（強毒タイプ）と判明[8][9]。
- 2月9日午前10時ごろ、常盤湖南側の"白鳥島"に、給餌にやってきた公園職員が、コクチョウの死骸を発見する[1][10][注釈 3]。
  - 山口県中部家畜保健衛生所での簡易検査では、このコクチョウに鳥インフルエンザの陽性反応があり、遺伝子検査でH5亜型と判明する[1]。
  - 宇部市はときわ湖水ホール内に、本部長を西山一夫副市長とする15人で現地対策本部を設置する[1]。
  - 9日午後7時、本部長を久保田后子市長とする最高レベルの防疫対策本部会議が開かれ、専門的見地などを山口県からの助言を受け、白鳥の全鳥処分に決まる[11][1][注釈 4]。
  - 夜、捕獲作業をするが難航し中止[14]。
- 2月10日、全鳥処分の作業再開[1][15]。
- 2月11日に公園内の防疫措置を完了[8]。防疫完了後は、公園は一部を除き、立ち入り禁止に[16][8][17]。
- 2月12日昼までに焼却処分が完了[12]。
  - 12日、常盤公園を中心とした半径10kmを監視区域に設定[8]。
- 3月6日から公園の一部を開放へ[18]。
- 3月12日、公園が全面再開[19]。
- 4月、常盤公園に初めて獣医師が雇用される[20][21]。
- 4月15日、危機管理レベルが2に下がる[22]。
- 5月1日から通常（レベル1）へ[23]。

## 防疫

### ハクチョウ処分などの防疫
捕獲（追い込み作業）、処分、消毒など防疫措置は2月9日夜から11日昼まで行われ、死骸は11日夜に搬送された後、12日昼までに焼却を終えた。
作業を行う職員はウイルスによる汚染を避けるため、白い防護服を着用し、捕獲者はボートで常盤池に漕ぎ出し、切り羽して放鳥飼育されていたハクチョウ類358羽、及びカモ類41羽を、一羽残らず捕えて殺処分（と殺）し、死骸はドラム缶に入れて夜7時に焼却場へ運び、焼却した。
また、バリケードを設置する、公園内の通路に消石灰を撒くなど、鳥インフルエンザの防疫措置を行った（公園は3月まで閉鎖措置が取られた）。山口県は、ときわ公園から半径10キロ以内の養鶏場などを緊急調査し、家禽などに異常がないことを確認した。

### ペリカンの措置
当時、45羽のペリカンが飼育されていた。
ペリカンはハクチョウとは放飼される生活エリアが異なるため、"白鳥湖"と網で仕切った上で目視で厳重な監視が行われた。45羽のうち、放鳥飼育で自由に飛べる13羽は、捕獲され次第、切羽処置を施し、生活エリアから飛び立てないようにする措置を講じた。ペリカンの給餌は防護服を着用して行われた。
また、ペリカンと共に、野鳥の状況も監視した。
防疫作業が済むと、残されたペリカンを守るために、"ペリカン島"を含めた3カ所で分離飼育を行った。翌年2012年11月7日、鳥インフルエンザ対策に、"ペリカン島"に防鳥ネットが完成し、ペリカンが移された。

## 市政と反応
- 2011年2月13日、宇部市長の久保田后子は、「最悪の事態を想定して防疫措置を講じるなど迅速に対応した。現在も最高の危機レベル4の防疫対策本部を設置しており、引き続き全庁一丸となって、感染の拡散防止に全力を尽くす」と語った[12][注釈 4]。
- 2月13日までに宇部市に寄せられた市民の声は、苦情60件を含む120件だった[12]。（ハクチョウの処分について、）市民らからは「悔しくてならない」、「やむを得ない」などの声があった[26]。
- 2月15日朝、次の命を守るために犠牲になったハクチョウたちに全庁で黙とうをし哀悼の意を示した[16]。
- 2月16日ごろ、宇部フロンティア大学付属中学校では、常盤公園への損害義援金緊急募金活動が行われた[30]。
- 3月12日から白鳥湖前広場に献花台が設けられる[19]。
- 3月27日、ときわ湖水ホールで「白鳥お別れの会」が行われ、市民ら200人が献花に訪れた[13][注釈 4]。
- 6月、宇部市出身者などの関東での親睦会が、常盤公園のハクチョウを偲んで「うべスワンの会」と名乗った[31]。
- 7月15日、宇部市文化会館で、ときわ公園の白鳥を偲んでの回顧写真展が行われた[32]。
- 8月24日、市民意見交換会[33]。
- 9月26日、動物慰霊祭[34]。
- 12月26日、市長の呼びかけで始まった"常盤湖を考える市民委員会"が、ハクチョウの近い将来の復活を市長に要望した[15]。
- 2013年11月に、今回の白鳥の殺処分を題材に児童文学坂の中山聖子が児童書『ふわふわ 白鳥たちの消えた冬』を出版した[35]
  - 2014年2-3月、イラストレーターの尾崎眞吾の個展が宇部市内で開かれ、中山の児童向けの小説に用いられた挿絵を中心に展示された[35]。

## 新しいマニュアル
2011年10月26日に、環境省が『動物園等における飼養鳥に関する高病原性鳥インフルエンザへの対応指針』を策定したのをうけ、11月下旬、宇部市が『常盤公園高病原性鳥インフルエンザ対応マニュアル』が策定した。
新しいマニュアルは、従来は殺処分を行うようになっていたところ、経過観察でよいことになり、規制が緩和された。"常盤湖を考える市民委員会"の専門家は「国の指針は考えていたものより緩やかだった。方法を研究すれば、再度の白鳥湖も可能ではないか」とする意見があった。
その後2017年5月、下関市の深坂自然の森からの譲渡を受け、およそ6年ぶりに常盤公園における白鳥の飼育が再開された。